# Verein Vorwärts (Leipzig)
Der Verein Vorwärts war ein Verein für Arbeiter in Leipzig und wurde von Julius Vahlteich und Friedrich Wilhelm Fritzsche gegründet. Vorher versuchten beide vergeblich, den Leipziger Gewerblichen Bildungsverein in eine politische Organisation umzuwandeln.

## Geschichte
Am 18. April 1862 wurde in einer außerordentlichen Generalversammlung des „Gewerblichen Bildungsvereins“ ein Antrag von J. Vahlteich und F. W. Fritzsche, den Verein in einen rein politischen umzugestalten, von August Bebel abgelehnt. Daraufhin spaltete sich der Verein, die Opposition gründete am 11. August 1862 im Hôtel de Saxe den „Verein Vorwärts“, der sich nur mit politischen und sozialen Fragen befasste.
Im Jahr 1863 spaltete sich der „Verein Vorwärts“. Seine radikalen Mitglieder unter Vahlteich und Fritzsche bekannten sich zum Allgemeinen Deutschen Arbeiterverein (ADAV). Der Rest der nicht zum ADAV überwechselte um Emil Adolf Roßmäßler und Christian August Dolge, hielt am „Verein Vorwärts“ fest.
1864 gab es fünf Arbeitervereine in Leipzig, der Fortbildungsverein für Buchdrucker, die Maurer- und Zimmerergesellen, der Gewerbliche Bildungsverein und der „Verein Vorwärts“. Eine Vereinigung aller fünf Vereine scheiterte 1864. Außer den Zimmerern und den Maurergesellen, verweigerte sich auch der Fortbildungsverein der Buchdrucker, mit 700 Mitgliedern die bei weitem stärkste der Leipziger Arbeiterorganisationen. Gründe waren einerseits die auf ökonomisch-soziale Interessen einer Berufssparte ausgerichteten Vereine, die sich mehr in Richtung gewerkschaftliche Organisationen entwickelten und andererseits den Bildungsvereinen, die für alle Arbeiter, ohne Berufsschranken, offen sein wollten.
Der Vorsitzende Friedrich Klement, gab im Januar 1865 im „Elephanten“, dem Vereinslokal des Vorwärts, einen Bericht über den Spar-, Kredit- und den Konsumverein ab. Der Verein zählte trotz des Verlustes seiner zum ADAV übergewechselten Mitglieder immerhin noch rund 100 Mitglieder.
Im selben Jahr kam es zu Vereinigungsverhandlungen zwischen Gewerblichen Bildungsverein und dem „Verein Vorwärts“. Vertreter des Vorwärts erklärten sich bereit die Satzungen und die Verwaltung des Gewerblichen Bildungsvereins anzuerkennen, verlangten aber die Erhaltung ihrer Spar- und Kreditkasse sowie des Konsumvereins und sie forderten eine Namensänderung. Die Bezeichnung „Arbeiterverein“ wurde wegen Verwechslung verworfen und stattdessen als neuer gemeinsamer Name Arbeiterbildungsverein angenommen. Die 4. Stiftungsfeier des Gewerblichen Bildungsvereins verband man mit der Feier der Vereinigung mit dem „Verein Vorwärts“. Die offizielle Verschmelzung  fand am 20. März 1865 statt.
An unsere deutschen Brudervereine

die erfreuliche Mittheilung, daß sich der seiner Zeit hier bestandene

„Gewerbl. Bildungsverein“ und „Verein Vorwärts“ unter dem Namen

„Arbeiterbildungsverein zu Leipzig“

vereinigt haben.

Wir bitten daher, von jetzt ab alle Zusendungen an den unterzeichne-

ten Vorstand gelangen zu lassen.

Leipzig den 20. März 1865.

Der Vorstand des Arbeiterbildungsvereins

Dr. Reyher, Vorsitzender.

M. Germann, Schriftführer.
Der Vorstand des Gewerblichen Bildungsvereins wurde de facto zum Vorstand des Arbeiterbildungsvereins. Das traf auch auf den 2. Vorsitzenden August Bebel und den Hauptkassierer Max Epstein zu. Bebel wurde im Sommer 1865 zum 1. Vorsitzenden gewählt, diese Funktion übte er bis 1872 aus. Im selben Jahr wurde er im Leipziger Hochverratsprozess zu zwei Jahren Festungshaft verurteilt.
Wie seine beiden Vorläufer war der Arbeiterbildungsverein (ABV) vorbildlich organisiert. Er bot ein umfangreiches wie niveauvolles Unterrichts- und Vortragsprogramm, verfügte über eine gut sortierte Bibliothek und ein umfangreiches Zeitungsangebot. Hinzu kam die vom Verein gegründeten Institutionen, wie der Sparkasse des Konsumvereins und der Kreditgenossenschaft.